# Garcinia gummi-gutta
La garcinia cambogia (Garcinia gummi-gutta (L.) Roxb., 1814) è una pianta della famiglia delle Clusiaceae originaria dell'India.

## Usi terapeutici
La Garcinia viene pubblicizzata come integratore per perdere peso.
Uno studio randomizzato contro placebo ha studiato gli effetti dell'acido idrossicitrico come potenziale agente anti-obesità su un campione di 135 persone. La conclusione di questo studio è stata che "la Garcinia cambogia non ha prodotto perdite significative di peso e di massa grassa superiori a quelle del placebo".
Più in generale non solo l'asserita capacità di facilitare la perdita di peso non risulta validata da prove scientifiche ma è stata anche riscontrata l'epatotossicità dei preparati reperibili in commercio.